# Acanthoctenus gaujoni
Acanthoctenus gaujoni är en spindelart som beskrevs av Simon 1906. Acanthoctenus gaujoni ingår i släktet Acanthoctenus och familjen Ctenidae. Inga underarter finns listade i Catalogue of Life.